# Johann Joseph Vilsmayr

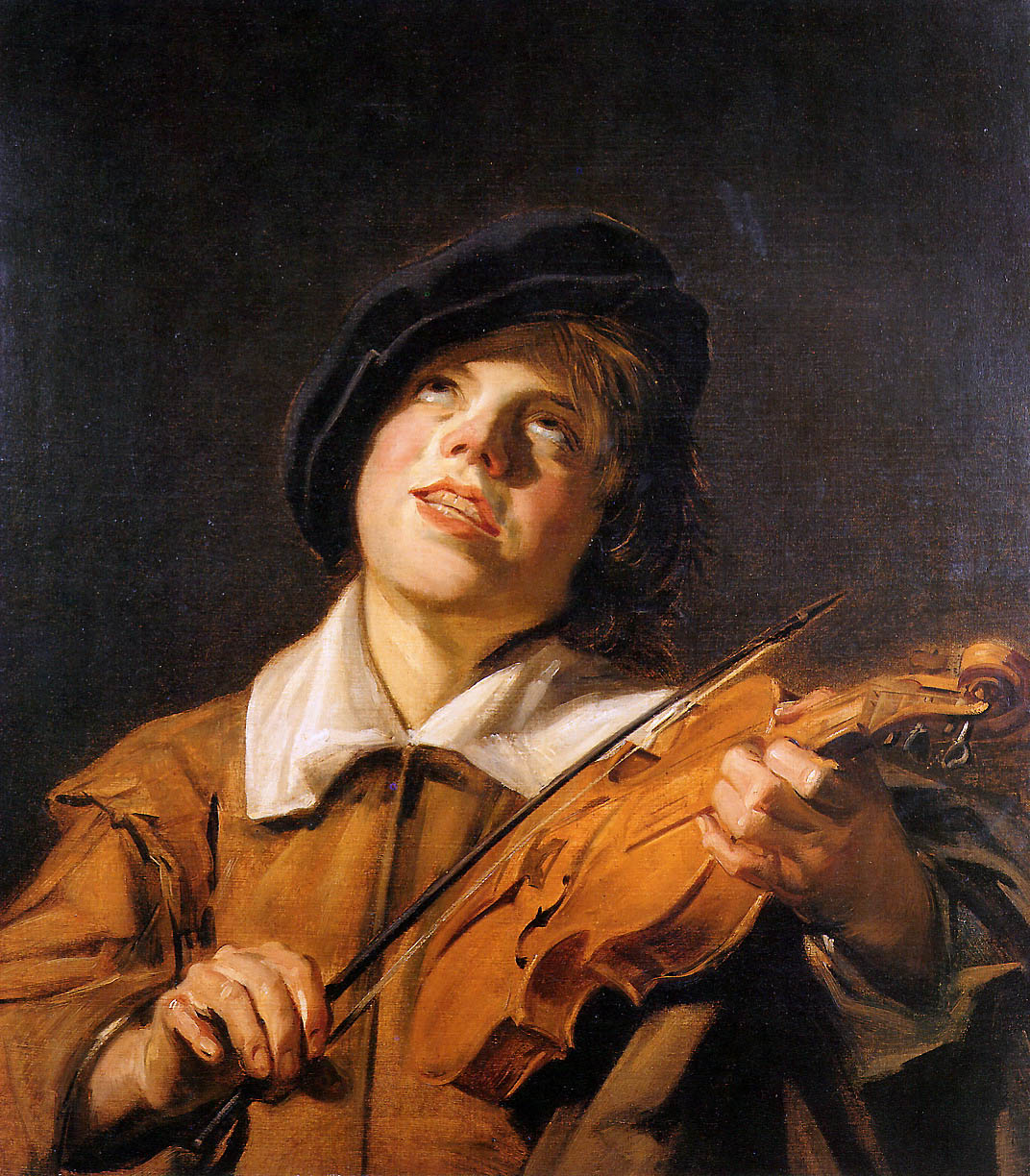
O menino Violinista por Frans Hals.

Johann Joseph Vilsmayr (1663 - 11 de julho de 1722) foi um violinista e compositor Austríaco.

## Biografia
A partir de 1 de setembro de 1689, ele começou a trabalha na Hofkapelle em Salzburgo, onde ele certamente se tornou um aluno de Heinrich Ignaz Biber, um dos melhores violinistas europeus contemporâneos. Julgando os aumentos regulares de seu salário, Vilsmayr atingiu rapidamente uma boa reputação na corte. Ele manteve o seu cargo em Salzburgo até a sua morte em 11 de julho de 1722.
A única música de Vilsmayr que sobreviveu é uma coleção publicada em Salzburgo, em 1715, «Artificiosus concentus pro camera» que contém seis partita «à violino solo con basso bellè imitate». Esta descrição foi, até recentemente, entendida como sendo «pour violon solo et basse continue». A parte de baixo foi considerada para ter sido perdido, mas o pesquisador que Pauline h. nobes recentemente demonstrou que as partitas provavelmente foram escritas para violino solo e que «con basso bellè imitate» poderia indicar a textura polifônica do trabalho.